# Daniel Opare
Daniel Tawiah Opare (Acra, 18 de outubro de 1990), é um futebolista profissional ganês que atua como defesa. Atualmente, joga pelo RFC Seraing.

## Carreira
Opare fez parte do elenco da Seleção Ganesa de Futebol na Campeonato Africano das Nações de 2012 e na Copa do Mundo FIFA 2014.